# Équipe de France de football en 1986
Chronologie
Saison précédente Saison suivante
Cet article traite de l'année 1986 de l'Équipe de France de football.
- Michel Platini porte à 41 le record de buts marqués en sélection.
- Avec 76 sélections, Maxime Bossis établit le record actuel des sélections.
- Albert Rust est le débutant en sélection le plus âgé (32 ans et 8 mois).
- L'équipe de France se classe troisième de la Coupe du monde 1986, égalant la performance des Bleus de 1958.
- Auréolée de son statut de championne d'Europe en titre, l'équipe de France fait partie des favoris au moment d'aborder la compétition. Les premiers matchs révèlent pourtant rapidement que la France n'évolue pas au même niveau qu'en 1984, la faute en grande partie aux blessures récurrentes qui handicapent ses meneurs de jeu Giresse et Platini. Les espoirs de consécration mondiale restent pourtant vivaces après la solide victoire en huitième de finale contre l'Italie, et surtout après le quart de finale d'anthologie contre les artistes brésiliens à Guadalajara. Mais en demi-finale, la RFA rappelle cruellement les Bleus à leurs faiblesses.
- La fin d'année est marquée par le début des éliminatoires pour l'Euro 1988. Défaits à domicile par les Soviétiques, les Français compromettent grandement leurs chances de qualification.

## Les matchs
| Date              | Stade                                                     | Adversaire                        | Score           | Comp                        | Buteurs français                                              |
| 26 février 1986   | Parc des Princes Paris, France                            | Irlande du Nord                   | N 0-0           | A                           | -                                                             |
| 26 mars 1986      | Parc des Princes Paris, France                            | Argentine                         | V 2-0           | A                           | Ferreri (15e) & Vercruysse (80e)                              |
| 1er juin 1986     | Nou Camp de León León, Mexique                            | Canada                            | V 1-0           | CM (1er tour)               | Papin (78e)                                                   |
| 6 juin 1986       | Nou Camp de León León, Mexique                            | Union soviétique                  | N 1-1           | CM (1er tour)               | Fernandez (61e)                                               |
| 10 juin 1986      | Nou Camp de León León, Mexique                            | Hongrie                           | V 3-0           | CM (1er tour)               | Stopyra (30e), Tigana (62e), Rocheteau (84e)                  |
| 17 juin 1986      | Estadio Olimpico Mexico, Mexique                          | Italie                            | V 2-0           | CM (1/8 finale)             | Platini (15e) & Stopyra (57e)                                 |
| 21 juin 1986      | Estadio Jalisco Guadalajara, Mexique                      | Brésil                            | N 1-1 (4-3 tab) | CM (1/4 finale)             | Platini (41e)                                                 |
| 25 juin 1986      | Estadio Jalisco Guadalajara, Mexique                      | Allemagne de l'Ouest              | D 0-2           | CM (1/2 finale)             | -                                                             |
| 28 juin 1986      | Estadio Cuauhtémoc Puebla, Mexique                        | Belgique                          | V 4-2 (a.p)     | CM (match pour la 3e place) | Ferreri (27e), Papin (42e), Genghini (103e), Amoros (109epen) |
| 19 août 1986      | Stade de la Pontaise Lausanne, Suisse                     | Suisse                            | D 0-2           | A                           | -                                                             |
| 10 septembre 1986 | Laugardalsvöllur Reykjavik, Islande                       | Islande                           | N 0-0           | QCE                         | -                                                             |
| 11 octobre 1986   | Parc des Princes Paris, France                            | Union soviétique                  | D 0-2           | QCE                         | -                                                             |
| 19 novembre 1986  | Zentralstadion Leipzig, République démocratique allemande | République démocratique allemande | N 0-0           | QCE                         | -                                                             |

A : match amical. CM : match de la Coupe du monde 1986. QCE : match qualificatif pour l'Euro 1988

## Les joueurs
| Joueurs                                    |     |     |     |     |     |     |     |     |     |     |    |     |     |
| Gardiens de but                            |     |     |     |     |     |     |     |     |     |     |    |     |     |
| Joël Bats                                  | 90  | 90  | 90  | 90  | 90  | 90  | 120 | 90  |     | 90  | 90 | 90  | 90  |
| Albert Rust (unique sélection)             |     |     |     |     |     |     |     |     | 120 |     |    |     |     |
| Défenseurs                                 |     |     |     |     |     |     |     |     |     |     |    |     |     |
| Manuel Amoros                              | 90  | 90  | 90  | 90  | 90  | 90  | 120 | 90  | 120 | 68  | 90 | 90  | 90  |
| Patrick Battiston                          | 90  | 60  | 90  | 90  | 90  | 90  | 120 | 90  | 120 | 90  | 90 |     | 90  |
| Maxime Bossis (dernières sélections)       | 90  | 90  | 90  | 90  | 90  | 90  | 120 | 90  | r64 |     |    |     |     |
| William Ayache                             | 45  | 90  |     | 90  | 90  | 90  |     | 90  |     |     | 90 | 90  | 90  |
| Yvon Le Roux                               | r45 | r30 |     |     |     |     |     |     | 56  |     |    |     | 90  |
| Thierry Tusseau                            | 65  |     | 90  |     |     | r16 | 120 |     | r36 |     |    |     |     |
| Michel Bibard                              |     |     |     |     |     |     |     |     | 120 |     |    |     |     |
| Basile Boli (1ères sélections)             |     |     |     |     |     |     |     |     |     | 80  | 90 | 87  | 90  |
| Jean-Christophe Thouvenel                  |     |     |     |     |     |     |     |     |     | 90  |    |     |     |
| Jean-François Domergue                     |     |     |     |     |     |     |     |     |     | r22 |    |     |     |
| Philippe Jeannol (unique sélection)        |     |     |     |     |     |     |     |     |     |     |    | 90  |     |
| Milieux                                    |     |     |     |     |     |     |     |     |     |     |    |     |     |
| Luis Fernandez                             | 90  | 90  | 90  | 90  | 90  | 74  | 120 | 90  |     |     | 90 | 90  |     |
| Jean-Marc Ferreri                          | r25 | 90  |     |     | r19 | r6  | r36 |     | 120 | 90  |    | 90  |     |
| Michel Platini                             | 90  |     | 90  | 90  | 90  | 84  | 120 | 90  |     |     |    | 90  | 90  |
| Alain Giresse (dernières sélections)       | 90  |     | 90  | 81  | 90  | 90  | 84  | 71  |     |     |    |     |     |
| Jean Tigana                                |     | 90  | 90  | 90  | 90  | 90  | 120 | 90  | 84  |     | 90 | 90  | 90  |
| Philippe Vercruysse                        |     | 90  |     | r9  |     |     |     | r19 | 120 | 90  | 90 | r3  |     |
| Bernard Genghini (dernières sélections)    |     |     |     |     |     |     |     |     | 120 |     | 90 |     |     |
| Fabrice Poullain                           |     |     |     |     |     |     |     |     |     | 90  |    |     | 90  |
| Dominique Bijotat                          |     |     |     |     |     |     |     |     |     | 90  |    |     |     |
| Attaquants                                 |     |     |     |     |     |     |     |     |     |     |    |     |     |
| Dominique Rocheteau (dernières sélections) | 90  | r66 | 60  |     | r29 | 90  | 99  |     |     |     |    |     |     |
| Jean-Pierre Papin (1ères sélections)       | 90  |     | 90  | 76  | 61  |     |     |     | 120 | r10 |    | 70  | 64  |
| Yannick Stopyra                            |     | r20 | r30 | 90  | 71  | 90  | 120 | 90  |     | 90  | 90 | 90  | 90  |
| Bruno Bellone                              |     | 24  |     | r24 |     |     | r21 | 90  | 120 | r22 |    | r20 | r26 |
| Daniel Xuereb                              |     | 70  |     |     |     |     |     |     |     |     |    |     |     |
| Gérard Buscher                             |     |     |     |     |     |     |     |     |     | 68  |    |     |     |
| Stéphane Paille (1re sélection)            |     |     |     |     |     |     |     |     |     |     | 90 |     |     |